# Wim Hartman (stedenbouwkundige)
Wim Hartman (Velsen, 22 oktober 1935 – Amsterdam, 7 oktober 2009) was een Nederlandse stedenbouwkundige.

## Loopbaan
Wim Hartman groeide op in een gezin van vier kinderen als zoon van een werktuigbouwkundige: zijn vader was hoofdmachinist op de S.S. Statendam van de Holland-Amerika Lijn en later werkzaam op het vasteland bij de PEN-centrale in Beverwijk. Hij studeerde in 1962 af aan de Technische Hogeschool Delft (de latere Technische Universiteit Delft) als bouwkundig ingenieur met stedenbouw als afstudeerrichting. Tijdens zijn studie was hij vier jaar student-assistent bij professor Cornelis van Eesteren. Na zijn afstuderen werd hij van 1962 tot 1965 uitgezonden door de Nederlandse regering naar de Nederlandse Antillen. Voor alle zes eilanden maakte hij plannen en verstrekte hij planologische adviezen.
Van 1965 tot 1972 werkte Hartman als stedenbouwkundig ontwerper bij de afdeling Stadsontwikkeling van de dienst Publieke Werken van de gemeente Amsterdam. Hij werkte aan het dagelijkse beheerwerk van de vooroorlogse stad en ontwierp plannen voor herstructurering en invulling van grotere bouwlocaties. Hij werkte mee aan een beleidsnota voor de binnenstad van Amsterdam en maakte een ruw concept voor de 2e Structuurnota voor Amsterdam. Daarvoor bestudeerde hij de stedelijke en regionale systemen zowel op het punt van theorievorming als de concrete planontwikkeling voor de Amsterdamse regio. In dat kader werkte hij ook aan voorbeeldplannen voor de reconstructie van de negentiende-eeuwse wijken.
Hij was nauw betrokken bij de eerste nota’s over de aanpak van de stadsvernieuwing begin jaren zeventig. Van de derde nota Stadsvernieuwing was hij eindredacteur. In 1972 begonnen de experimenten met het werken aan een buurtgerichte aanpak van de stadsvernieuwing door ambtelijke projectgroepen. Hij werd voorzitter van één van de eerste projectgroepen namelijk die in de Kinkerbuurt. Vanwege de maatschappelijk en emancipatorische doelstellingen kreeg de procesplanning daarbij een grote rol. In 1977 werd Hartman hoofd van de Coördinatie van de Stadsvernieuwing. Hij zat in het stadhuis dicht bij de verantwoordelijke wethouder Jan Schaefer. De afdeling groeide snel en vervulde het management van 12 projectgroepen. Daarnaast vervulde de afdeling taken op het gebied van beleidsontwikkeling, bestuurshulp en fondsenwerving.
In 1982 keerde Hartman terug naar het stedenbouwkundige werk. Hij werd hoofd van de afdeling Planvorming van de Dienst Ruimtelijke Ordening (DRO) van Amsterdam. Circa 100 medewerkers waren verdeeld in vijf vakgroepen: ontwerp, onderzoek, verkeer, procesplanning en juridisch werk. In deze tijd werd gewerkt aan plannen voor de grotere complexe uitbreidingen, voor de infrastructuur en bestemmingsplannen.
Na de grote reorganisatie in de stad naar de stadsdelen kreeg Hartman de leiding over het werk aan de binnenstad van Amsterdam. Dat betrof zowel de dagelijkse zorg voor de binnenstad als de verantwoordelijkheid voor grote projecten zoals de stadsvernieuwing en de planontwikkeling aan de IJ-oever. De ontwikkeling van de strategie van de binnenstad kwam tot stand via tweejaarlijkse analyserapporten over de ontwikkelingen met beleidsaanbevelingen, de Periodieke Rapportages Binnenstad 1987 en 1989, opgevolgd door het Beleidsplan Binnenstad 1993. In die jaren verscheen onder meer de visie op de herinrichting van de openbare ruimte Amsterdamse Binnenstad (1991) in samenwerking met buro Sant en Co en het Plan Openbare Ruimte IJ-oevers (1993). Ontwerpen kwamen tot stand voor het Damrak, Rokin, de Nieuwmarkt, het Museumplein en het Kleine-Gartmanplantsoen. Hartman zocht daarin de samenwerking met kunstenaars als Alexander Schabracq en Tom Postma. Hij zag de openbare ruimte als drager van de stadsontwikkeling en was pleitbezorger voor de kunst in de openbare ruimte. Hij bracht verschillende disciplines samen in workshops en symposia om na te denken over de ontwikkeling van de (binnen)stad. Bij DRO werd hij verantwoordelijk voor de vakontwikkeling en werd hij op dit gebied wel ‘het geweten van de Dienst’ genoemd.
Van 1985 tot 1990 had Hartman een actief en groot aandeel bij de Stichting Nederland Nu Als Ontwerp (NNAO) aan de ontwerpen op zowel landelijke schaal als ook aan die op regionaal schaalniveau. In samenwerking met Riek Bakker, Dirk Sijmons en anderen nam hij één van de vier scenario’s, het kritisch scenario (2050) voor zijn rekening.
Hartman is in 1987 één van de initiatiefnemers en later 15 jaar voorzitter geweest van Stichting IJ-Beeld. Doel was in 25 jaar een relatief compleet beeld van de grote ombouw van een stuk van Amsterdam te laten zien in film en fotografie; zowel van het proces, van de maatschappelijke ontwikkeling in die periode, als van het resultaat. De IJbeeld-collectie is ondergebracht bij het Stadsarchief Amsterdam.
Samenwerking met andere disciplines met name landschapsarchitecten en planologen leiden tot vruchtbare producten. Hartman start zijn eigen “bureau voor Stedebouw ir W. Hartman”. Zijn eerste rapport betrof een structurele aanpak voor de openbare ruimte voor Rotterdam. Daarna komen vele producten tot stand in opdracht van de Rijksoverheid over de inrichting van de Randstad (voorbereiding Vinex) en de relatie tussen ontwikkeling en bereikbaarheid.
In 2001 leidde Hartman het ontwerpatelier van de Rijksplanologische Dienst. Een multidisciplinair team van 10 jonge professionals onderzocht de opgave van de Ruimtelijke Ordening vanuit de vierde dimensie: de tijd.
In 2005 ging Hartman een samenwerking aan met Cilian Terwindt in Buro 4DStad. Hij schreef zijn boek De Vloeibare Stad 2007 na een studiereis in Chicago (2002). Daarin beschrijft hij de drijvende krachten achter de verstedelijking en de ruimteproductie vanuit het animo en de waardigheid van het individu.
In de laatste jaren werkte hij samen met Bruno Doedens aan landschappelijke thema’s. Hij nam deel aan de visiegroep van de Dienst Landelijk Gebied met Cradle to Cradle als inspiratiebron voor duurzame gebiedsontwikkeling C2C. De lange samenwerking met Dirk Sijmons eindigde in diens Matrix-Klimaatproject, waar Hartman als intendant voor de ruimtelijke ordening bevlogen aan deelnam tot aan zijn dood in 2009.

## Publicaties
- Hartman, W., Hellinga, H., Jonker, M., de Ruijter, P. et all. (1985). Algemeen Uitbreidingsplan Amsterdam; 50 Jaar. Amsterdamse Raad voor de Stedebouw.
- Bakker, R., Hartman, W., Keizer, G., Overdiep, E., & Gijsenbergs, L. (1986). Kritisch Scenario 2050 (Nederland Nu Als Ontwerp). Nederland Nu Als Ontwerp.
- Hartman, W., & Sijmons, D. (1989). Mobiliteit & Ruimtelijke Inrichting; Lobbenscenario [voor de Randstad]. (in opdracht van Rijkswaterstaat)
- Hartman, W., & Terwindt, C.M.L. (1989). Three Cities, Three Developments. Dienst Ruimtelijk Ordening.
- Hartman, W., & Rijkswaterstaat. (1991). Beleidsanalyse Regionale Verkeers- en Vervoersplannen. Ministerie Verkeer en Waterstaat, Hoofddirectie Rijkswaterstaat.
- Dienst Ruimtelijke Ordening, & Buro Sant en Co. (1991). Visie Herinrichting Openbare Ruimte Amsterdamse Binnenstad. DRO Amsterdam.
- Dienst Ruimtelijke Ordening. (1993). Beleidsplan Binnenstad. Gemeente Amsterdam. https://openresearch.amsterdam/image/2018/5/7/beleidsplan_1993.pdf
- Hartman, W., i.s.m. van Berkel & Bos, DS-Landschapsarchitecten, MVRDV., & TNO Delft (1998). Dubbeldeks Autosnelwegen. Bouwdienst Rijkswaterstaat.
- Hartman, W., Sanders, F., & Brouwer, J. (1998). Bereikbaarheid; Het stuur aan de ruimtelijk ordening. Dienst Ruimtelijke Ordening Amsterdam.
- Hartman, W. (1999). Schaarse bereikbaarheid is een kans!. Stedebouw & Ruimtelijke Ordening, 2, 16-21.
- Hartman, W. (2000). Bereikbaar in de regio Amsterdam. Bureau voor stedebouw (in opdracht van de Gemeente Amsterdam).
- Aarts, M., Gerretsen, P., & Hartman, W. (2001). 4DSTAD.boek; Eindverslag van het ontwerpatelier van de Rijksplanologische Dienst 2001. 4DSTAD.
- Doedens, B., & Hartman, W. (2006). De Sallandse Ruimte. Doedens & Partners.
- Hartman, W. (2007). De Vloeibare Stad. Architectura & Natura Pers.
- Hartman, W. (2008). Planologie voor de Vloeibare Stad. Rooilijn, 41(5), 348-353.